# Al-Busa
Al-Busa – wieś w Syrii, w muhafazie Al-Hasaka. W 2004 roku liczyła 1036 mieszkańców.